# موتور-ژنراتور

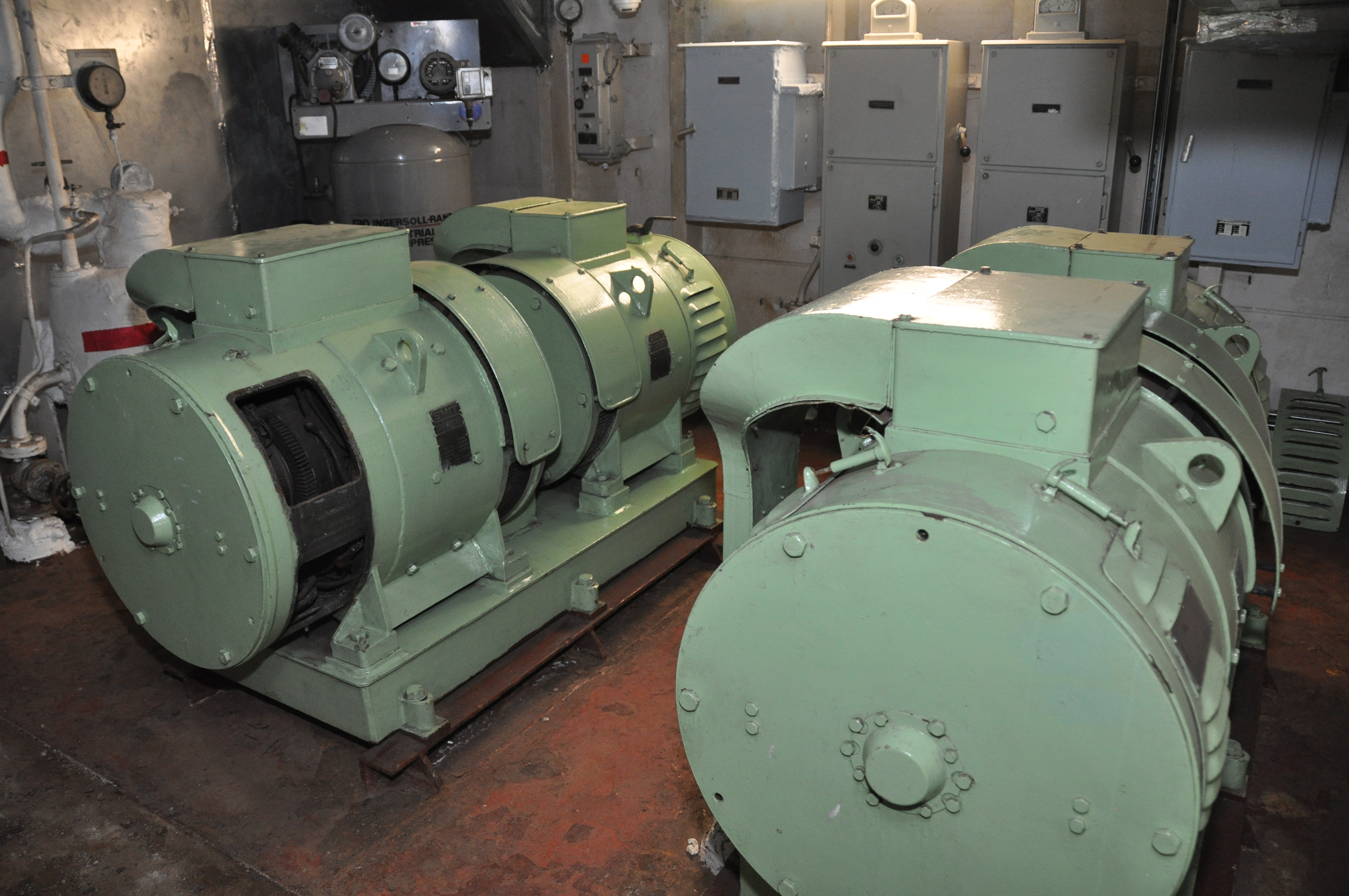
ژنراتور - Motor–generator

موتور-ژنراتور (انگلیسی: Motor–generator) دستگاهی است که انرژی الکتریکی را به دیگر اشکال آن درمی‌آورد.